# Велёпольский, Ян (ум. 1688)
Ян Велёпольский (1630 — 15 февраля 1688) — государственный деятель Речи Посполитой, стольник великий коронный (1664—1667), генеральный староста краковский (1667), администратор бохненский и величковский (1672), подканцлер коронный (1677—1678), канцлер великий коронный (1678—1688). Староста бечский, долинский, бохненский и новотарский.

## Биография
Представитель польского магнатского рода Велёпольских герба «Старыконь». Единственный сын воеводы краковского Яна Велёпольского (ок. 1605—1668) и Софии Кахановской.
Граф Ян Велёпольский был стольником великим коронным с 1664 года, затем генеральным старостой краковским (1667). В 1669 году был избран послом (депутатом) от Краковского воеводства на элекционный сейм, где поддержал кандидатуру Михаила Корибута Вишневецкого на королевским трон Речи Посполитой.
В 1672 году стал администратором Величковских и Бохненских жуп. В 1674 году был избран послом от Краковского воеводства на элекционном сейме, где поддержал кандидатуру Яна Собеского на польский королевский престол. В 1677 году получил должность подканцлера коронного, а в 1678 году стал канцлером великим коронным. Был также старостой бечским, бохненским, долинским и новотарским.
Граф Ян Велёпольский, владелец Кобылянки, в 1680—1681 годах находился во главе польского посольства в Риме, где был принят на аудиенции папой Иннокентием XI, который подарил ему образ Распятого Иисуса — копию ватиканской картины, написанной по заказу папы Урбана VIII. Велёпольский привёз картину на родину и выставил её в замковой часовне в своём имении — Кобылянке.
Был похоронен в подвале костёла Святого Казимира в Кракове.

## Семья и дети
Был трижды женат. Его первой супругой стала Аниела Феврония Конецпольская (ум. 1663), дочь воеводы белзского Криштофа Конецпольского (ум. 1660) и Софии Изабеллы Порецкой. Первый брак был бездетным.
В 1665 году вторично женился на Констанции Кристине Коморовской (ум. 1675), дочери Криштофа Коморовского, старосты освенцимского, и Марианны Пржиленцкой. Дети от второго брака:
- Людвик Ян (ум. 1688), подчаший коронный, генерал-майор войск коронных, генеральный староста краковский (1688)
- Ян Казимир (ум. после 1693), каноник краковский и свецкий
- Францишек (ум. 1732), генеральный староста краковский (1688), воевода серадзский (1720) и краковский (1728)
- Констанция Кристина (1669—1693), муж с 1685 года канцлер великий литовский, князь Марциан Огинский (1632—1690)

В 1678 году во Львове в третий раз женился на французской дворянке Марии Анне де ла Гранж д’Aркуэн (ум. 1733), дочери маркграфа Генриха Альберта де ла Гранж д’Aркуэна и Франциски де ла Шатре. Дети от третьего брака:
- Юзеф Ян, староста новотарский (1737)
- Мария Тереза, муж с 1700 года воевода подляшский Михаил Юзеф Сапега (1670—1737)